# Кармелітки босі
Кармелі́тки бо́сі, або Орден Пресвятої Марії з гори Кармель (лат. Monial Ordinis Carmelitarum Discalceatarum) — релігійний орден жебракуючого типу. Його членами є виключно черниці, які своєю традицією походять від ордену босих кармелітів. Як і чоловіча гілка, вживають переважно OCD абревіатуру. Орден було засновано в 1593 році, після реформи ордену кармелітів, яка відбулася силами св.Терези Авільської та св. Івана від Хреста.

## Історія
В атмосфері реформ католицьких релігійних орденів, яка виникла в XVI столітті під впливом Тридентського собору (1545—1563), Тереза Авільська (1515—1582), черниця кармелітів в монастирі Втілення Авіла, розпочала свою реформу для того, щоб відновити початкову харизму уставу кармелітів.

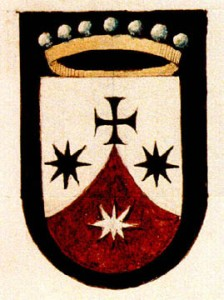
Герб кармелітів босих, Джакомо Фонтана, 1605, взято з гербової книги

Разом з групою черниць у вересні 1560 року вона вирішила взяти за основу монастирі такого типу, які слідують правилу кармелітів і реформі, подібній до тої, яку запровадив Педро де Алькантара у францисканському ордені. 24 серпня 1562 року вона заснувала новий монастир Святого Йосифа в Авілі.
Апостольське благословення, яке санкціонувало створення ордену, було підписане в Римі 7 лютого 1562 року. 1566 року Джованні Россі, генеральний настоятель кармелітів, отримав дозвіл на розширену реформу чоловічої гілки ордену.
У 1567 році відкрився другий монастир у Медіна-дель-Кампо. Саме тут св. Тереза із св. Іваном розпочали пов'язану з реформою роботу щодо заснування відновленої чоловічої гілки ордену: босих кармелітів, перший монастир, яких був відкритий у Дуруело в 1568 році. Між тим, Тереза Авільська отримав численні прохання про заснування монастирів у Малагоні, Вальядоліді, Толедо, Пастрані, Саламанці, Альба-де-Тормесі тощо — аж до шістнадцяти монастирів. Щоб об'єднати ці фонди, вони написали конституцію ордена (1568, прийнятої Генеральною настоятелем Россі) і дали інструкції для відвідувачів. 
Щоб покласти край конфлікту між босими і взутими, Григорій XIII в 1580 році підтвердив автономію босих кармелітів, і перші кроки на шляху повного поділу ордену були вже в 1593 році.

### Поширення в Іспанії та Італії
Рух кармеліток босих швидко поширювався. Перші збори у 1568 роки були скликані св. Терезою і Джеромом Грасіаном, та призначили його першим настоятелем кармеліток босих у 1581 році в Алкала де Енарес. Тереза Авільська, що померла у 1581 році, залишила по собі ученицю — Анну від Ісуса (1545—1621), пріоресу Гранади. Настоятель Ніколо Доріа був холодний до ордену та наклав обмеження на деякі поступки. Тим часом, Анна від Ісуса у 1581 році представила конституцію, розроблену святою Терези, до розгляду Святого Престолу. Він вніс деякі зміни. Доріа, проте, не хотів існування жіночої філії ордену, і як наслідок, нічого не робив у цьому відношенні. Навіть при тому, що 1581—1593 роках утворилося п'ятнадцять нових монастирів. При відокремленні від ордену кармелітів в 1593 році у регіонах налічувалося понад 600 ченців. 
Його наступники, однак, були прихильніші до новозаснованої гілки ордену, але зберігали заборону на засновування обитель за межами Іспанії та іспаномовних районів. У той же час був заснований монастир в Генуї і в Римі. Беатифікація та канонізація св.Терези в 1614 та 1622 роках стимулювали створення нових монастирів. Хоча деякі були поставлені під загальну юрисдикцію, інші були поставлені під місцевого єпископа. 
У 1662 році було 840 черниць у зборах під юрисдикцією італійських ченців і 906 — через три роки. 

### Поширення у Франції
У Франції орден заснувала мадам Варвара Акарі (преподобна Марія від Втілення, 1565—1618). Деякі іспанські черниці намагалися це повторити, але існувала заборона на створення домів ордену поза межами кордонів, яка були накладена іспанською конгрегацією. Папський легат санкціонував установу у Франції, при умові підпорядкування уряду босоногим кармелітів, а також дозволив деяким іспанським черницям відправитися в Париж працювати на новій основі. Вони пішли до Анни від Святого Варфоломія (Анни Гарсія, 1549—1626) і семи сестер, які прибули в липні 1604 року, серед яких були і деякі дами зі знаті.
Кардинал Берюлль, однак, хотів новий орден пов'язаний з юрисдикцією Ораторів Ісуса, яких він сам заснував. Врешті, французькі босі кармелітки поставили себе під юрисдикцію ораторіан, єзуїтів і біле духовенство, без офіційних зв'язків з іспанськими або італійськими громадами як окреме зібрання в ордені. Серед найбільш відомих кармелітів, були: Луїза від Милосердя (1644—1710) і Тереза від Св. Августина (1737—1787).
Французька революція скасувала орден та монастир у Комп'єні. Шістнадцять черниці були поміщені у в'язницю, засуджені і страчені в 1794 році.

### Поширення у Європі та Америці
Анна від Ісуса прийшла з Парижа до Брюсселя, де заснувала перший дім монашок. За прикладом римських ченців, вони поселялися близько міст, таких як Антверпен, з Анною від святого Варфоломія, яка зіграла важливу роль в кінці облоги міста.
З Фландрії орден поширився на Німеччину та Польщу. На фламандських землях повинні були стати черниці англійського походження ,які не могли бути в Англії. Коли французька революція привела до виїзду черниць з країни, співтовариство Антверпена оселилося в Лондоні, а потім переїхало в Америку (Нью-Йорк — в 1790 році).

## Харизма і діяльність
Життя кармеліток босих по суті є споглядальним: молитва віри, молитва розуму, благочестиві вправи на зосередження своєї діяльності, а також роботи всередині монастиря. Це закритий орден, з дуже аскетичним способом життя, з частими утриманнями.
У 2005 році орден був представлений в 88 державах, і 868 монастирях, 126 з яких слідують конституції 1990 року і були відключені від чоловічого порядку, а 762, що залишилися, юридично підпорядковуються ченцям. У загальній кількості було 11 731 черниць (1836 та 9895 у першій та другій групі відповідно)